# 安珍妮·司麦特
安珍妮·司麦特，又名真福主顧瑪利亞，（法语：Eugénie Smet，1825年3月25日—1871年2月7日）是天主教女修会拯望会的创立者。
1825年3月25日，安珍妮·司麦特出生于法国里尔。她在里尔的圣心修院修道，由于专注于藉祈禱來援助炼狱中的灵魂，于1856年1月19日前往巴黎，3天后得到当地总主教的许可，创立修会。1857年12月27日，她和5位同伴发愿；耶稣会为她们指派了神师。1871年2月7日在巴黎去世，年46岁。
在安珍妮·司麦特生前，拯望会已经扩展到南特、布鲁塞尔等地。1867年，一批拯望会修女随郎怀仁主教来到中国上海，服务于法国耶稣会负责的江南代牧区，定居在耶稣会会院对面的徐家汇圣母院，负责开办孤儿院、女子学校等。1950年代初离开上海，在香港荃灣、台北市继续服务。
安珍妮·司麦特于1957年5月26日被教宗庇护十二世列为真福品，纪念日即其去世的日期2月7日。